# Stazione di Megara Giannalena
La stazione di Megara-Giannalena era una stazione ferroviaria posta al km 290+944 della ferrovia Messina-Siracusa.

## Storia
La stazione di Megara-Giannalena venne realizzata nell'ambito del progetto che condusse alla costruzione, nel 1949, del petrolchimico siracusano il cui primo grande insediamento industriale, la raffineria di petrolio Rasiom del gruppo Moratti, inglobò al suo interno anche parte del tracciato ferroviario; fu realizzata in quanto era necessario il raccordo tra i binari di stazione e i lunghi fasci di binari interni alle industrie dato che tra il 1950 e fino alla costruzione dell'oleodotto tra gli impianti di estrazione del greggio dell'area di Ragusa era necessaria la movimentazione di sette-otto treni cisterna giornalieri provenienti dai giacimenti. La stazione divenne anche sede di un traffico viaggiatori consistente in seguito all'istituzione di treni pendolari che vi fermavano alle ore adatte ai cambi turno. Numerosi erano anche i collegamenti merci per il trasporto di derivati petroliferi e derivati industriali.
La stazione ha seguito il destino delle attività industriali dell'area; la progressiva dismissione di impianti industriali dalla fine degli anni settanta ha coinvolto fortemente anche la stazione che ha perduto del tutto il traffico viaggiatori e ridotto il movimento di carri merci.
Nell'ambito dell'attuazione del programma di snellimento della rete ferroviaria delle FS la stazione è stata definitivamente soppressa il 20 dicembre 2009; il passaggio a livello posto al km 290+597 che era collegato al segnale di partenza lato Catania della stessa è stato automatizzato e dotato di proprio segnalamento.

## Strutture ed impianti
La stazione consisteva di un fabbricato viaggiatori posto ad ovest del fascio binari. Solo il primo e il secondo binario erano muniti di marciapiedi ma erano privi di sottopassaggi.
Il fascio binari comprendeva il primo binario di transito e un binario di incrocio e precedenza per servizio viaggiatori oltre a vari binari merci.  I binari merci e di raccordo si snodavano nelle varie direzioni intorno alla stazione. La stazione era munita di magazzino merci e di sagoma limite.

## Movimento
Il traffico viaggiatori della stazione era essenzialmente pendolare.
L'orario di servizio del 28 settembre 1975 riportava un'offerta di 6 coppie di treni giornalieri, di cui una solo feriale. L'orario in vigore tra maggio 1981 e maggio 1983 prevedeva la fermata di 7 coppie di treni giornalieri.
L'offerta si era ridotta a 3 treni provenienti da Catania e uno da Siracusa giornalieri con l'orario 1995-1997